# James Coyle
James Coyle (* 23. März 1873 in Athlone, Irland; † 11. August 1921 in Birmingham (Alabama)) war ein katholischer Priester in Alabama, der durch ein Mitglied des Ku-Klux-Klan ermordet wurde.
Coyle besuchte zunächst das Mungret College im irischen Limerick und wurde 1896 als 23-Jähriger in Rom zum Priester geweiht. Noch im selben Jahr siedelte er in die Vereinigten Staaten nach Alabama über, wo er in der Hafenstadt Mobile unter Bischof Edward Patrick Allen tätig war. Coyle wurde Lehrer und später Rektor am McGill Institute for Boys. 1904 ernannte Bischof Allen Coyle schließlich zum Pastor an der Cathedral of Saint Paul in Birmingham, wo er Nachfolger von Patrick O’Reilly wurde.
Am 11. August 1921 wurde Coyle von E.R. Stephenson, einem Anhänger des Ku-Klux-Klan, durch einen Kopfschuss getötet. Nur wenige Stunden zuvor hatte Coyle Stephensons Tochter Ruth mit dem Puerto-Ricaner Pedro Gussman getraut, nachdem Ruth zum Katholizismus konvertiert war.
Stephenson musste sich daraufhin vor einem Gericht des Staates Alabama für die Tat verantworten, wobei er von fünf Anwälten verteidigt wurde; vier von ihnen gehörten ebenfalls dem Ku-Klux-Klan an, der die Finanzierung der Verteidigung übernahm. Die Verteidigung, die zunächst Selbstverteidigung geltend machte, plädierte schließlich auf Unzurechnungsfähigkeit. Dabei wurde Stephenson auch von Hugo Black verteidigt, der sich später für die Bürgerrechtsbewegung einsetzte und Richter am Obersten Gerichtshof wurde. Tatsächlich sprach die Jury Stephenson mit einer Stimme Mehrheit frei.
Coyles Grabstätte auf dem Elmwood-Friedhof von Birmingham trägt ein drei Meter hohes keltisches Kreuz; seine Asche wurde am westlichen Vorplatz der Saint Paul’s Cathedral von Birmingham bestattet.